# Réserve de biodiversité des Buttes-et-Buttons-du-Lac-Panache
La réserve de biodiversité des Buttes-et-Buttons-du-Lac-Panache est une réserve de biodiversité du Québec (Canada) située dans Le Domaine-du-Roy. D'une superficie de 129 km2, elle a pour but de protégée des éléments représentatifs de la région naturelle du massif de la Windigo. Elle partage ses limites avec la réserve écologique J.-Clovis-Laflamme et son territoire est presque entièrement compris dans la zec de la Lièvre. Elle a été créée en 2020 et est administrée par le ministère de l'Environnement et de la Lutte contre les changements climatiques. 

## Toponymie
Le nom de la réserve prend son nom de son plus grand lac ainsi que le relief général qui la compose.

## Géographie
La réserve de biodiversité des Buttes-et-Buttons-du-Lac-Panache est située à 25 km de Roberval. l'aire protégée de 129,2 km2 est située dans le territoire non-organisé de Lac-Ashuapmushuan et la municipalité de Sainte-Hedwidge pour le nord-est, toutes deux dans la municipalité régionale de comté du Domaine-du-Roy au Saguenay–Lac-Saint-Jean.
Elle partage sa limite avec la réserve écologique J.-Clovis-Laflamme, les deux formant un noyau de conservation de 140 km2. Elle est presque entièrement comprise dans la zec de la Lièvre à l'exception d'une petit secteur au sud du lac Panache.

### Géologie et relief
La réserve est située dans les Laurentides. D'un point de vue géologique, elle fait partie de la province géologique de Grenville, qui sont les racines de montagnes formées il y a un milliard d'années. Le relief de la réserve, qui varie entre 350 et 525 m d'altitude, est formé de buttes et de buttons de grande dimension et au sommet arrondi dont l'altitude varie entre 450 et 500 m qui sont séparés par des vallons entre 350 et 400 m.
Le socle rocheux est composé essentiellement d'orthogneiss granitoïde, de migmatite et de granitoïdes à orthopyroxène. La dernière, située au nord du lac Panache, correspond au sommet de la réserve. Les dépôts meubles sont composés de till indifférencié à 67,8 %. Les dépôts fluvioglaciaires et fluviatiles représentent 16 % du territoire et sont localisés près de la rivière Croche, du ruisseau Frog, du lac aux Iroquois et du lac Panache. Les dépôts organiques représentent 4,9 % de la réserve et les affleurement rocheux représentent 4,5 % du territoire. Environ 82 % des sols ont un drainage bon à modéré.

### Hydrographie
L'eau recouvre 6,3 % de la réserve. Celle-ci comprend près de 200 plans d'eau, la plupart de petites tailles et de nombreux sont associés à un barrage de castor. Les deux plus grands lacs sont le lac Panache (173 ha) et le lac aux Iroquois (59,4 ha). Le territoire de la réserve comprend la tête des bassins versants de la rivière aux Iroquois, qui coule vers le lac Saint-Jean et la rivière Croche, qui coule vers la rivière Saint-Maurice. La réserve comprend aussi quelques cours d'eau alimentant la rivière Ouiatchouaniche.

### Climat
Le climat de la réserve est un climat continental de type subpolaire, subhumide et à saison de croissance moyenne. Les températures annuelles moyennes varient entre -1,5 à -1.9°C. Les précipitations annuelles moyennes sont entre 800 et 1 359 mm. La saison de croissance moyenne varie entre 150 et 179 jours.

## Flore
La réserve est située dans le domaine bioclimatique de la sapinière à bouleau blanc. Cette zone est située dans une bande entre les sapinière à bouleau jaune de la Mauricie et du Saguenay–Lac-Saint-Jean. La forêt couvent  82 % de la superficie. Cependant les forêts de plus de 90 ans ne représentent que 2,1 % de ces dernières alors que les forêts jeunes ou en régénération dominent le paysage, conséquence des perturbations naturelle et anthropique. Le feux est les coupes ont façonné la structure qui est dominé par les pinède gise à 35,9 % et les feuillus intolérants à 35,6 %. La plupart des coupes ont eu lieu au XXe siècle.   9 % des coupes ont eu lieu entre 1993 et 2015.
Un inventaire floristique réalisé en 2009 y a observé les espèces suivantes : le bleuet à feuilles étroites (Vaccinium angustifolium), l'aralie à grappes (Aralia racemosa), l'aster à grandes feuilles (Eurybia macrophylla), le bouleau à papier (Betula papyrifera), la cassandre caliculé (Chamaedaphne calyculata), le chèvrefeuille du Canada (Lonicera canadensis), le petit thé (Gaultheria hispidula), la clintonie boréale (Clintonia borealis), la savoyane (Coptis trifolia), le quatre-temps (Cornus canadensis), la dièreville chèvrefeuille (Diervilla lonicera), l'épigée rampante (Epigaea repens), l'érable à épis (Acer spicatum), l'épinette noire (Picea mariana), le kalmia à feuilles étroites (Kalmia angustifolia), le thé du Labrador (Rhododendron groenlandicum), la linnée boréale (Linnaea borealis), le lycopode obscur (Dendrolycopodium obscurum), la maïanthème du Canada (Maianthemum canadense), le mélèze laricin (Larix laricina), l'osmonde de Clayton (Claytosmunda claytoniana), l'oxalide de montagne (Oxalis montana), le peuplier faux-tremble (Populus tremuloides), le pigamon dioïque (Thalictrum dioicum), le pin gris (Pinus banksiana), le pin rouge (Pinus resinosa), la spirée à larges feuilles (Spiraea alba var. latifolia), le streptope rose (Streptopus lanceolatus), la trientale boréale (Lysimachia borealis) et la viorne cassinoïde (Viburnum cassinoides). Cet inventaire confirme celui réalisé en 1991, lequel avait noté quelques autres espèces.
Les tourbières représentent 3,9 % du territoire, dont une tourbière ombrotrophe de près de 100 ha près du lac Plat, à l'ouest de la réserve. Le secteur du ruisseau Frog présente un intérêt par la présence de nombreux milieux humides.
Bien que protégeant avec la réserve écologique J.-Clovis-Laflamme près de 140 km2, la réserve est deux fois plus petite que deux des plus grands feux, en 1983 et 1995, ayant eu lieu à moins de 100 km et qui ont couver plus de 300 km2 chacun.

## Faune
Il n'y a pas eu d'inventaire spécifique pour la faune dans le territoire de la réserve. La zec de la Lièvre, territoire qui la superpose, permet la chasse à l'orignal (Alces americanus), à l'ours noir (Ursus americanus), au lièvre d'Amérique (Lepus americanus), à la gélinotte huppée (Bonasa umbellus) et au tétras du Canada (Falcipennis canadensis). Pour le reste de la faune, elle est présumée représentative du sud de la forêt boréale, à l'exception de celle qui vit dans des vieilles forêts.
On retrouve l'omble de fontaine (Salvelinus fontinalis) dans presque tous les plans d'eau. Il est accompagné de la lotte (Lota lota), du mulet de lac (Couesius plumbeus), du méné à nageoires rouges (Luxilus cornutus), du meunier noir (Catostomus commersonii), du meunier rouge (Catostomus catostomus), du ouitouche (Semotilus corporalis) et de la perchaude (Perca flavescens).

## Histoire
La réserve de biodiversité des Buttes-et-Buttons-du-Lac-Panache est située dans le Nitassinan des  Innus de la Première Nation des Pekuakamiulnuatsh. D'ailleurs le secteur du lac Panache contient une forte concentration de sites archéologiques amérindiens. Pour les Innus, le ruisseau Panache (Ishkin shipi) fait état de plusieurs mentions dans leurs documents. En 1926, des familles innues allaient dans la région du lac Panache et de la rivière Croche tous les ans. En 1980, le voyage se faisait encore en voiture jusqu'à la rivière Panache pour ensuite continuer à pied. Des sentiers de portage historique ont été répertoriés entre les lacs Lucien et Philippe, le lac Souche et le Grand lac Verreault et entre le ruisseau Frog et le lac de la Galette. Selon le ministère de la Culture et des Communications, 21 sites archéologiques sont répertoriés autour du lac Panache. Le secteur est encore considéré de grande importance par les Pekuakamiulnuatsh. 
En 1978, une bonne partie du territoire de la réserve a été inclus dans la ZEC de la Lièvre, à la suite de l'abolition des clubs privés,. C'est le 11 juin 2008 qu'est créée la réserve de biodiversité projetée des Buttes-et-Buttons-du-Lac-Panache, avec un statut provisoire pour quatre ans. Ce statut a été prolongé pour huit années supplémentaires le 11 mai 2012. Le Bureau d'audiences publiques sur l'environnement s'est vue donné le mandat de tenir des audiences publiques sur la création de 10 aires protégées, dont celle-ci, en 2012. Le rapport recommandant la création a été remis au ministère le 20 juillet 2012. Il a été ensuite décidé, en concertation avec la MRC, d'y exclure un secteur de villégiature en bordure du lac aux Iroquois. On y a aussi donné suite à certaines propositions d'agrandissement en agrandissant l'aire protégée de 5,8 km2. La réserve de biodiversité des Buttes-et-Buttons-du-Lac-Panache a finalement obtenu son statut permanent de protection le 13 mai 2020.

## Activités et usages
Outre la chasse et la pêche, il est possible d'y pratiquer le canot-camping. Un parcours passe par la rivière Croche et le lac Panache. Le sentier de motoneige Trans-Québec 83, qui relie le Saguenay–Lac-Saint-Jean et la Mauricie longe la limite nord de la réserve. Il y est possible de faire de la randonnée pédestre dans le secteur du lac aux Iroquois. Un terrain de camping rustique est situé au nord-est de la réserve. 
Il y a 44 baux de villégiatures dans la réserve, avec en plus trois baux d'abri sommaire. Elle comprend aussi six terrains de trappe. La réserve est facilement accessible par des chemins forestiers à partir de l’accueil de la zec de la Lièvre.